# ليون داي (لاعب كرة قاعدة)
ليون داي (بالإنجليزية: Leon Day)‏ هو لاعب كرة قاعدة أمريكي، ولد في 30 أكتوبر 1916 في الإسكندرية في الولايات المتحدة، وتوفي في 13 مارس 1995 في بالتيمور في الولايات المتحدة بسبب نوبة قلبية.

## وصلات خارجية
- ليون داي على موقعبيزبول رفرنس.كوم (الدوري الرئيسي) (الإنجليزية)
- ليون داي على موقعبيزبول رفرنس.كوم (الدوري الثانوي) (الإنجليزية)
- ليون داي على موقع جمعية أبحاث البيسبول الأمريكية (الإنجليزية)
- ليون داي على موقع قاعة مشاهير كرة القاعدة (الإنجليزية)